# Václav Petrů

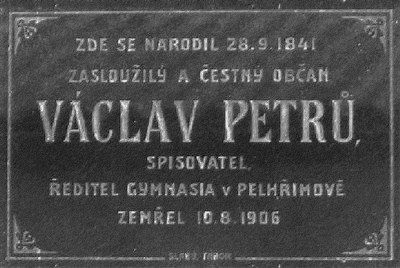
Pamětní deska na rodném domě Václav Petrů - Klenovice č.36

Václav Petrů (28. září 1841 Klenovice - 10. srpna 1906 Pelhřimov), byl český středoškolský pedagog, historik, spisovatel, publicista a překladatel.

## Život
Václav Petrů se narodil poblíž města Tábora ve vsi Klenovice v rodině rolníka Jakuba Petrů a jeho ženy Marie Anny rozené Flíčkové. Základní vzdělání patrně získal v nedaleké Soběslavi, dále pokračoval na německém gymnáziu v Jindřichově Hradci a v letech 1863-1866 studoval klasickou filologii a češtinu na pražské německé univerzitě.
Po absolvování univerzitního studia nastoupil do Českých Budějovic, kde tři roky suploval na české paralelce při německém gymnáziu a následně byl v roce 1869 ustanoven profesorem na gymnáziu v Klatovech. Mezitím se v roce 1868 oženil s Antonií Konšelovou, později se jim narodilo 5 dětí, Bohuslava *1873, Václav *1874, Antonín *1876, Pavla *1878 a poslední byla dcera Milada *1879. V roce 1871 obdržel umístěnku do Pelhřimova, kde zastával místo ředitele tamního gymnázia, a působil zde po dobu třiceti čtyř roků. Koncem února roku 1882 ovdověl, ale v roce 1883 našel náhradní matku pro svá osiřelá dítka, rovněž vdovu Marii Koptišovou a záhy se s ní oženil. Po roce se jim narodila dvojčata, František a Karel *1884. V roce 1905 odešel do důchodu a v následujícím roce zemřel.
Václav Petrů byl autorem veršů, povídek pro mládež, národopisných črt, vypravěčem cizokrajných i domácích pověstí, kompilujícím historikem i teoretikem literatury, překladatelem z nejrůznějších jazyků. Rovněž přispíval do Ottova slovníku naučného pod značkou Pů.
Jeho rodná obec nezapomněla na Václava Petrů. Za jeho zásluhy o Klenovice byl jmenován jejich čestným občanem, roku 1931, u příležitosti jeho nedožitých devadesátých narozenin byla do jeho rodného domu vsazena pamětní deska.

## Dílo
- Dějiny města Pelhřimova,
- Ilustrované dějiny literatury povšechné,
- Poetická čítanka,
- Čítanka pro nižší třídy škol středních,
- Obrazy ze života starověkých národů,
- Anthologie epických básní původních

### Literatura

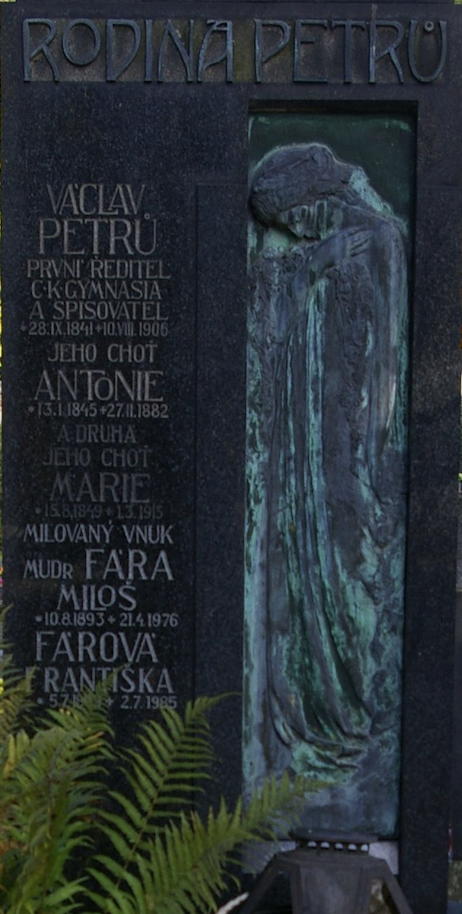
Poslední odpočinek Václava Petrů v Pelhřimově